# Maciej Bogusz Stęczyński
Maciej Bogusz Zygmunt Stęczyński (ur. 20 lutego 1814 w Hermanowicach, zm. 7 sierpnia 1890 w Krakowie) – polski poeta, rysownik, podróżnik i krajoznawca.

## Życiorys
Urodził się w rodzinie ogrodnika (rodzice: Wojciech Stęczyński i Agata Zawadzka). Młodość spędził w Krośnie, później chodził do szkoły także w Przemyślu.
Pierwsze samotne wędrówki rozpoczął w 1833 roku. Uczestniczył w tym czasie w konspiracji galicyjskiej, współpracując m.in. z Sewerynem Goszczyńskim. W latach 1837–1838 pracował jako litograf w pracowni Piotra Pillera we Lwowie, następnie pracował u malarza pokojowego Macieja Marynowskiego w Krośnie. Namalował w kościele w Rymanowie obraz al fresco nad chórem, przedstawiający wielki pożar Rymanowa w roku 1839. Następnie odnowił kościół w Rogach, pokoje we Wróblowicach i szereg obrazów olejnych. W pierwszych dniach maja 1845 r. wybrał się w podróż w Tatry, które zwiedził dość szczegółowo i opisał w 24 pieśniach. Zimą 1845–1846 mieszkał i pracował w Stróżach.
Przypuszcza się, że w połowie lat 40. Stęczyński był związany z tajnymi ruchami niepodległościowymi i rewolucyjnymi w Galicji. Spotykał się z Julianem Goslarem. Być może należał także do radykalnej konspiracji kierowanej przez Edwarda Dembowskiego. W lutym 1846 r., w czasie rabacji galicyjskiej, został napadnięty i mocno pobity przez pijanych chłopów, którzy zrabowali jego bibliotekę, rękopisy i rysunki, a jego samego uwięzili na kilka miesięcy. Zrabowany rękopis tatrzańskiego poematu nabył od nich niejaki Gąsiorowski, nauczyciel rysunku w Krakowie, u którego tekst Stęczyńskiego uległ zniszczeniu w czasie wielkiego pożaru miasta w 1850 r.. W tym samym 1846 r. Stęczyński został zatrudniony we lwowskim wydawnictwie Kajetana Jabłońskiego, w którym podjął się publikacji cyklu pt. Okolice Galicji z własnym tekstem i rysunkami. Krytyczne recenzje (m.in. Józefa Łepkowskiego w Czasie) i brak prenumeratorów wymusiły przerwanie wydawnictwa na dziesiątym zeszycie. Później był też zaangażowany w wydarzenia Wiosny Ludów 1848 roku we Lwowie.
W 1849 r. był domowym nauczycielem rysunku oraz historii Polski i krajów słowiańskich w dworach na Pokuciu. W 1851 r. po raz drugi zwiedził Tatry. Przewodnikiem Stęczyńskiego, gdy ten w latach 1845 i 1851 zwiedzał Podhale i Tatry, był Józef Bigos, góral, doskonały znawca gór, pochodzący z Bukowiny Tatrzańskiej. Później pracował jako leśniczy w okolicach Frysztaku.
Od 1859 roku mieszkał w Krakowie, dokąd ściągnął go najprawdopodobniej księgarz Walery Wielogłowski. Tenże w 1860 r. wydał na nowo napisany przez Stęczyńskiego poemat "Tatry". W lecie 1862 r. Stęczyński był w Cieszynie u Pawła Stalmacha, jednak nie powiodły się próby objęcia przez niego redakcji "Gwiazdki Cieszyńskiej". W następnym roku był korektorem "Kroniki", wydawanej w Krakowie przez J. Załuskiego, a w 1864 r. autorem i wydawcą "Świątyni Polaków". Próbował także z księgarnią F. Baumgartena wydawać pismo zeszytowe pt. "Świat i Kronika". Po niepowodzeniach wspomnianych wydawnictw przyjął posadę woźnego w Wydawnictwie Dzieł Tanich i Pożytecznych (1867) z płacą 5 (a następnie 10) florenów miesięcznie.
W latach 1870–1872 był bibliotekarzem w powołanej przez Maurycego hr. Dzieduszyckiego filii Stowarzyszenia Oświaty Ludowej w Krakowie  i w końcu urzędnikiem w jakimś biurze. Pod koniec życia żył w nędzy, utrzymując się z okazjonalnych datków. Uzyskał m.in. jednorazową zapomogę w wysokości 40 guldenów od cesarza Franciszka Józefa I, któremu zadedykował utwór Osobliwości kraju i okolic słowiańskich. W międzyczasie, jak można sądzić na podstawie analizy rękopisu poematu Tatry z 1884 r., zachowanego w Muzeum Tatrzańskim w Zakopanem, przypuszczalnie po raz trzeci odwiedził Tatry (zapewne w latach 1880–1883). Zmarł na gruźlicę w skromnym mieszkaniu przydzielonym mu przez władze miasta Krakowa. Pochowany został na cmentarzu Rakowickim.
W rękopisie Stęczyński pozostawił wspomnienia ze swoich podróży między innymi po Tatrach, Podtatrzu, Pieninach, Bukowinie, Beskidach, Śląsku, Orawie, Serbii, Siedmiogrodzie i Dalmacji. Wszystkie te rejony zwiedzał, rysował i opisywał. Był nierzadko pierwszym i jedynym w XIX w. piewcą ich piękna i twórcą wielu unikatowych widoków mających dużą wartość dokumentalną. Zawierają je głównie albumy Okolice Galicji, Pamiątka malownicza i poemat Tatry w dwudziestu czterech obrazach, do dziś często wykorzystywane jako źródło wiedzy oraz materiału ikonograficznego. Wykonał też unikatową serię rycin z pełną panoramą widoku z Kopca Kościuszki w Krakowie (1852). Jego dorobek w zakresie „krajowidoków” był niewiele mniejszy od dokonań sławnego Napoleona Ordy.
Przed Walerym Eljaszem-Radzikowskim i Tytusem Chałubińskim był najlepszym polskim znawcą Tatr, lepszym nawet od Wincentego Pola. "(...) jako jeden z pierwszych Polaków chodził w te góry systematycznie, dążąc do ich wszechstronnego poznania. Po wspomnianych regionach Europy wędrował nieraz o chlebie i wodzie, o czym pisał w swoich poematach – był prawdziwie nieraz głodny i spał pod gołym niebem. Pracował ciężko w okresach zimowych, aby móc w okresie od wczesnej wiosny do jesieni wędrować z notatnikiem i szkicownikiem.
Utwory Stęczyńskiego, mimo że stanowią w znacznej części poezję pisaną średniówką z rymami, są źródłem wielu informacji geograficznych i folklorystycznych. Karkonoskiego Ducha Gór zwanego „Rübezahlem” Stęczyński przetłumaczył jako „Rzepolicz”. Nazwa ta później została poprawiona na „Liczyrzepę”.
Jego imieniem nazwane są ulice w kilku miastach, m.in. jedna z głównych ulic w Świdnicy oraz w Nysie, a także Dom Turysty PTTK „Pod Wieżycą” w Masywie Ślęży. 

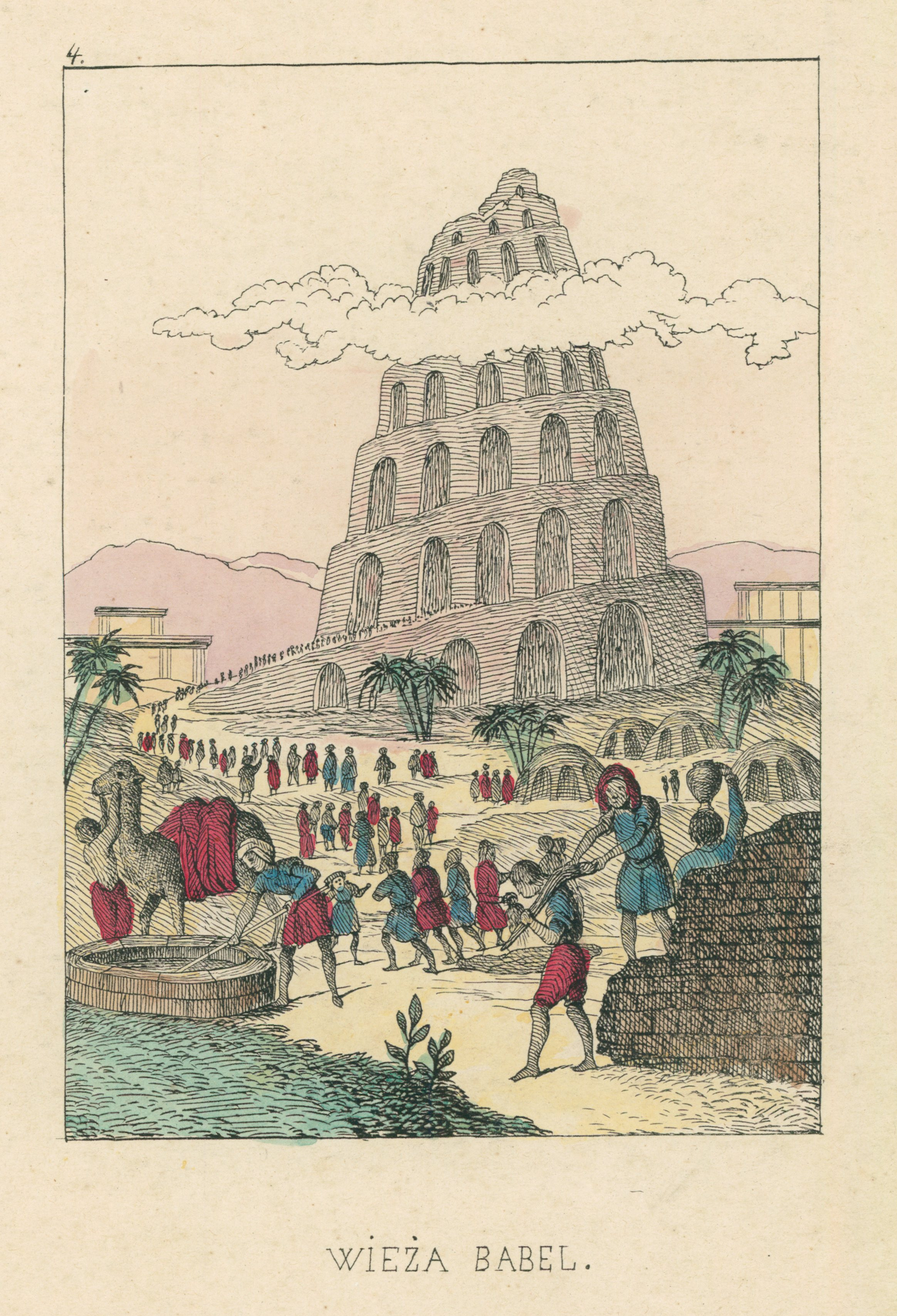
Wieża Babel, grafika B. Stęczyńskiego, 1860 r.

## Twórczość
- Okolice Galicji (Lwów 1847–1848),
- Pamiątka malownicza (Lwów 1852–1853),
- Tatry w dwudziestu czterech obrazach (Kraków 1860),
- Zbójcy w Galicji (Kraków 1860),
- Krosno (Kraków 1862),
- Świątynia Polaków, czyli Katedra na Wawelu w Krakowie (Kraków 1864),
- Ryszard z Krzyżanowic chorąży krakowski. Legenda z wieku XI (Odessa 1875),
- Śląsk (Kraków 1851, Wrocław 1949, wyd. 2 – 1949),
- Sudety (Kraków 1884, Wrocław 1949).

W rękopisach pozostawił m.in.:
- Feronija z podróży po Spiżu, Węgrzech, Sławonii itd.[7],
- Ziewonija czyli pieśni i dumania o dawnych zamkach, rozwalinach, klasztorach, świątyniach, kaplicach, pałacach, ogrodach, górach, lasach, skałach, źródłach, wodospadach, z dodatkiem o Doboszu, Janosiku, Podgórskim Vetrarze i Waligórskim, wielkich bandytach polskich, pisane w podróżach po Galicji od r. 1833 do 1856[7],
- Wspomnienia malowniczo-historycznych przechadzek po tatrach, Spiżu, Orawie, Węgrzech, Serbii, Siedmiogrodzie, Sławonii, Multanach, banacie, Kroacji, Dalmacji i Krainie odbytych w r. 1845 (...) (odkryty przypadkiem w Krakowie wiosną 1938 r.)[7].